# Panagrius
Panagrius is een geslacht van kevers uit de familie van de loopkevers (Carabidae). De wetenschappelijke naam van het geslacht is voor het eerst geldig gepubliceerd in 1933 door Andrewes.

## Soorten
Het geslacht Panagrius is monotypisch en omvat slechts de volgende soort:
- Panagrius hystrix Andrewes, 1933